# Musée National de Préhistoire

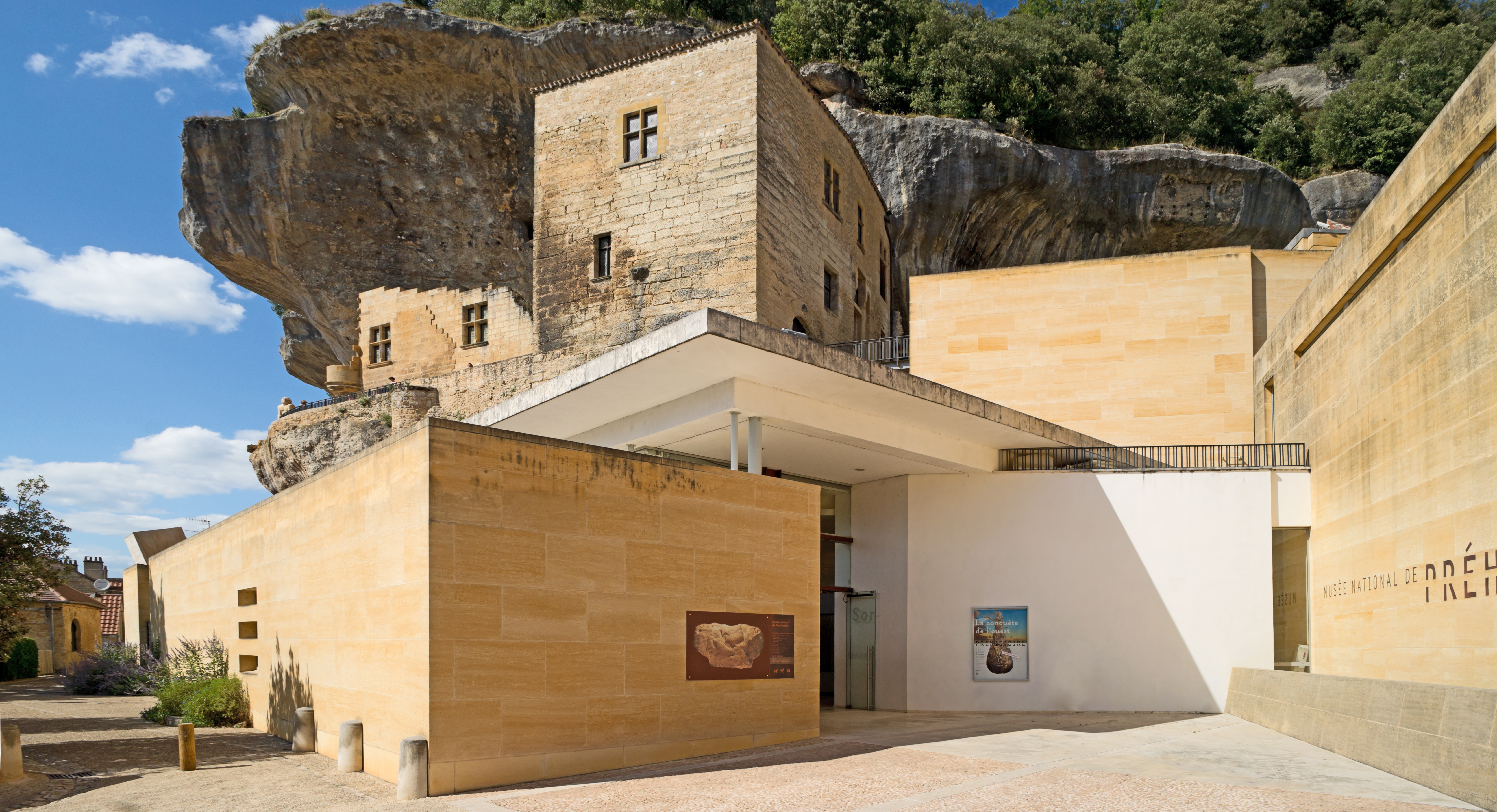
Musée national de Préhistoire

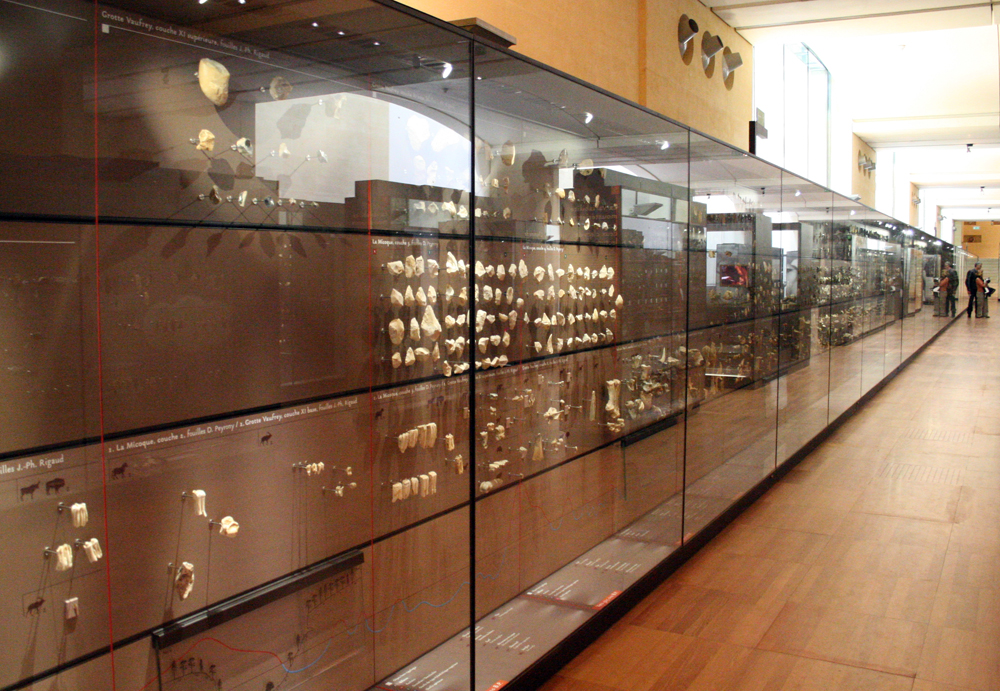
Vitrinekast in het museum

Het Musée National de Préhistoire (Nationaal museum voor de prehistorie) ligt in Les Eyzies de Tayac in de Périgord Noir in het departement Dordogne in Frankrijk. Het is een van de belangrijkste musea op het gebied van de prehistorie.

## Gebouwen
Het museum werd opgericht in 1918 en ondergebracht in het Château de Tayac, een 11e-eeuwse vesting die in 1585 in opdracht van Jean-Guy de Beynac werd verbouwd. Het bevindt zich op een rots boven het dorp. Op het terras staat een beeld van een neanderthaler.
In 2004 werd het museum gemoderniseerd met meer audiovisueel materieel en interactieve schermen. Ook werd het uitgebreid met nieuwe gebouwen, die zijn ontworpen door de architect Jean-Pierre Buffi, tot een oppervlakte van 1.500 m².

## Collectie
Het museum heeft een collectie van 6 miljoen voorwerpen, waarvan er 18.000 tentoongesteld worden. Er is een zaal gewijd aan de prehistorie van 400.000 v.Chr. tot 10.000 v.Chr. Een andere zaal gaat over het leven tijdens de prehistorie. Hierin is grote aandacht voor de wijze waarop de prehistorische mens gereedschappen heeft gemaakt. Verschillende video's tonen hoe dit in zijn werk kan zijn gegaan.
Ook is een grote verzameling kunstuitingen van de vroege moderne mens met o.a. een stenen bas-reliëf van 20.000 v.Chr. Ook zijn er gegraveerde stenen uit het Aurignacien (36.000 tot 26.000 v.Chr.) met afbeeldingen van dieren.